# Timon le Misanthrope
Pour les articles homonymes, voir Timon.
Timon d'Athènes dit le Misanthrope est un citoyen athénien de la Grèce antique à la misanthropie légendaire. 

## Notice biographique
Né vers -440 à Collytos, bourg de l'Attique, il est contemporain de Périclès et Alcibiade. Ayant perdu sa fortune, il aurait éprouvé, dans le malheur, l'ingratitude de quelques-uns de ses anciens amis, et serait tombé dès lors dans un chagrin profond, qui lui fit prendre tous les hommes en aversion, et se serait retiré dans la solitude. 
Les auteurs antiques ont rapporté une foule de traits piquants, qui sans doute sont de pure invention. Lucien l'a mis en scène dans un de ses dialogues, et Shakespeare en a fait le héros de sa pièce Timon d'Athènes.

## Source
Marie-Nicolas Bouillet  et Alexis Chassang (dir.), « Timon le Misanthrope » dans Dictionnaire universel d’histoire et de géographie, 1878 (lire sur Wikisource)